# Рене де Бурбон-Монпансье
Рене де Бурбон (Рената; фр. Renee de Bourbon; 1494 год — 26 мая 1539 год, Нанси, герцогство Лотарингия) — герцогиня Лотарингии, дама де Меркёр в собственном праве, французская аристократка из рода Бурбонов, дочь Жильбера де Бурбона, 5-го графа де Монпансье и Клары Гонзага, супруга герцога Лотарингии Антуана II Доброго.

## Биография
Родилась в 1494 году. Была пятым ребенком и второй дочерью в семье 5-го графа де Монпансье Жильбера де Бурбона и его супруги Клары Гонзага. У нее была старшая сестра Луиза и братья Луи, Шарль, Франсуа. Впоследствии в семье появилась младшая дочь Анна.
В 1495 году французский король Карл VIII назначил отца Рене, Жильбера де Бурбона, первым вице-королем Неаполитанского королевства. В следующем году тот скончался от болезни, протекавшей с лихорадкой, в Италии. Мать повторно не сочеталась браком, а в июне 1503 года её не стало. Старший брат Людовик, принявший титулы отца умер еще раньше, посещая его могилу, в августе 1501 года. Наследником семейных титулов стал следующий по старшинству брат Рене, Карл. В сентябре 1512 года он был назначен губернатором Лангедока. От отца Рене Бурбонская получила сеньорию де Меркёр.
Рене воспитывалась со своими двоюродными сестрами, французскими принцессами. Впоследствии Франциск I устроил брак с герцогом Лотарингии и Бара. Изначально планировалась помолвка герцога Лотарингского с английской принцессой Марией Тюдор, но та избрала в супрги герцога Саффолка, в связи с чем в кандидаты новой супруги Антуана Лотарингского стала Рене.
Так 26 июня 1515 г. Рене де Бурбон, которой было около 19 лет, обручилась с 26-летним герцогом Лотарингии и Бара Антуаном Добрым в резиденции французских королей, замк Амбуаз. Сохранилась кровать пары, которая, возможно, была изготовлена к их свадьбе, и на данный момент является «уникальным образцом парадной кровати XVI века, дошедшей до наших дней».
В том же году супруг и братья Рене участвовали в новом итальянском походе, в частности, в битве при Мариньяно, в ходе чего скончался третий брат Рене, Франсуа, за год до, получивший титул герцога Шательро.
Став герцогиней, она отправилась в Нанси, столицу герцогства. Въезд новоиспеченной герцогини был описан в хронике. Она прибыла в столицу из Бар-ле-Дюка в начале мая 1516 года. Сначала остановилась недалеко от города в селе Лакса. После роскошного пикника, длившегося шесть часов, подъехала к воротам Нанси и была встречена хором, который пел в ее честь в сопровождении пушечных выстрелов из крепостных валов.
Как сообщается, Рене не сильно оказывала политическое влияние в герцогстве. Однако она была известна своим изысканным итальянским вкусом и, как говорят, принесла «изящество и утонченность мантуанского двора» в Лотарингию.
Расцвет искусств, который произошел в Нанси со времен правления Антуана, приписывают именно ей.
В августе 1538 года Рене де Бурбон была направлена ко двору в Компьень, для встречи с Марией Австрийской, вдовстующей королевой Венгрии и Богемии, правительницей Нидерландов. В марте 1539 года она отправилась в Нёфшато, где встретилась со своим супругом Антуаном, у которого были проблемы с желудком, позже они вернулись в Нанси.
26 мая 1539 года Рене де Бурбон-Монпансье умерла от дизентерии, в Нанси, где была похорена в герцогской усыпальнице.